# خبرگزاری کرواسی
خبرگزاری کرواسی (هینا) (کرواتی: Hrvatska izvještajna novinska agencija) مخفف انگلیسی: hina شرکت دولتی رسانه‌ای کروات است، که در ۲۶ جولای سال ۱۹۹۰ تأسیس شد و تنها خبرگزرای این کشور است.
در این خبرگزاری حدود یکصد ژورنالیست (خبرنگار، دبیر، سردبیر و عکاس) فعالیت می کنند و همچنین دارای ۲۵ شعبه در  داخل و خارج این کشور است.
خبرگزاری کرواسی (hina)، عضو اتحادیه خبرگزاری های کشورهایی اروپایی (EANA) است. 